# Coenotephria mantelorum
Coenotephria mantelorum là một loài bướm đêm trong họ Geometridae.